# رودريغو غولدبرغ
رودريغو غولدبرغ (بالإسبانية: Rodrigo Goldberg)‏ (9 أغسطس 1971 بسانتياغو في تشيلي - ) هو مدرب كرة قدم ولاعب كرة قدم تشيلي في مركز الهجوم. شارك مع منتخب تشيلي لكرة القدم. أما مع النوادي، فقد لعب مع سانتياغو واندررز ونادي أونيفرسيداد دي تشيلي ونادي أونيفرسيداد كاتوليكا ونادي مكابي تل أبيب وسانتياغو مورنينغ ‏.

## وصلات خارجية
- رودريغو غولدبرغ على موقع قاعدة بيانات كرة القدم.إي يو (الإنجليزية)
- رودريغو غولدبرغ على موقع ناشيونال فوتبول تيمز (الإنجليزية)
- رودريغو غولدبرغ على موقع Soccerway.com (الإنجليزية)
- رودريغو غولدبرغ على موقع عالم كرة القدم.نت (الإنجليزية)